# Michael Krätzer
Michael Krätzer (* 12. März 1962 in Güntersleben) ist ein ehemaliger deutscher Fußballspieler und Trainer.

## Werdegang
Krätzer spielte ab dem 7. Lebensjahr beim TSV Güntersleben. Danach wechselte er zu Kickers Offenbach. In Offenbach kam er zu seinem Profidebüt und bestritt zwei Spiele in der 2. Bundesliga. 1985 wechselte er zur SpVgg Bad Homburg, bei der bis zu seinem Wechsel zum 1. FC Saarbrücken im Jahre 1989 spielte. Mit den Saarländern brach für Krätzer seine erfolgreichste Zeit an. In der Saison 1991/92 schaffte er mit seinen Mitspielern den Aufstieg in die Bundesliga. In der folgenden Saison erfolgte der sofortige Wiederabstieg, Krätzer spielte noch ein Jahr in der 2. Bundesliga und beendete dann seine Karriere.
Nach seiner Karriere als Spieler wechselte Krätzer an die Seitenlinie und wurde Trainer, beim SV Werbeln, VfB Dillingen und dem ATSV Saarbrücken.